# Adam Gawęda

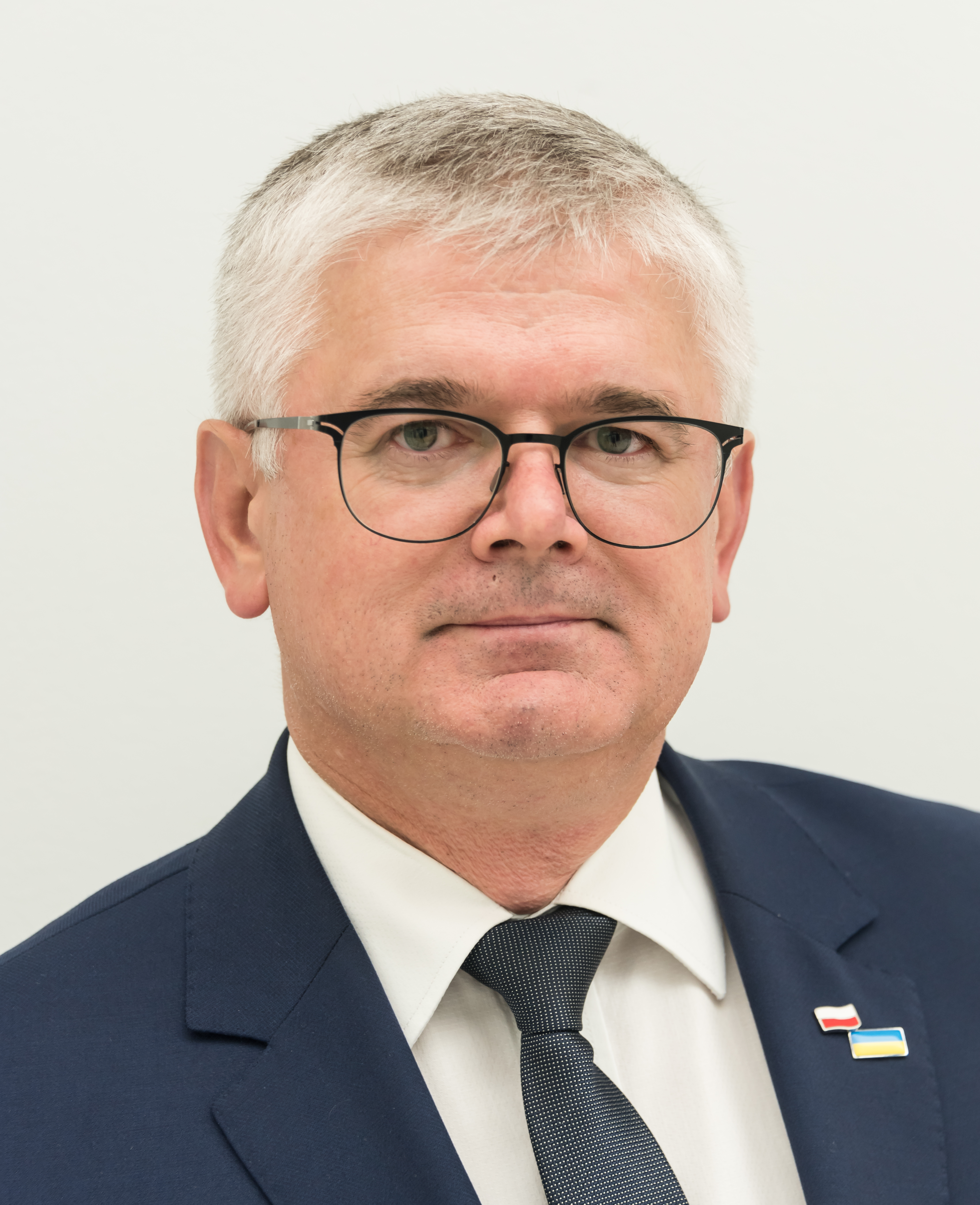
Adam Gawęda (2022)

Adam Gawęda (* 3. November 1967 in Rydułtowy) ist ein polnischer Politiker (PiS, PJN) Er war von 2007 bis 2011 und von 2019 bis 2023 Abgeordneter des Sejm in der VI. und IX. Wahlperiode. Von 2015 bis 2019 gehörte er dem Senat der Republik Polen an.

## Leben und Beruf
Gawęda hat einen Abschluss als Magister des Bergbauingenieurwesen, den er an der Schlesischen Technischen Universität in Gliwice erwarb. Er arbeitete für die Kompania Węglowa S.A. im Steinkohlebergwerk Rydułtowy-Anna. Von 1994 bis 2007 war er in Leitungsfunktionen tätig, nachdem er zuvor als Bergmann, Schichtleiter und Produktionsvorbereitungsinspektor gearbeitet hatte. Er ist mit der ehemaligen Senatorin Ewa Gawęda verheiratet.

## Politik
In den Jahren 1998 bis 2007 saß Gawęda im Kreistag des Powiat Wodzisławski, ab 2002 als dessen stellvertretender Vorsitzender.
Bei den Parlamentswahlen 2007 wurde er mit 7757 Stimmen über die Liste der Prawo i Sprawiedliwość (PiS) für den Wahlkreis 30 in den Sejm gewählt. Er war Mitglied der Sejm-Kommission für Wirtschaft sowie Sport. Im November 2010 verließ er die PiS und schloss sich der neu gebildeten Polska Jest Najważniejsza (PJN) an. Da die PJN bei der Parlamentswahlen 2011 mit 2,2 % der Stimmen an der Sperrklausel scheiterte, schied Gawęda aus dem Sejm aus.
Bei den Selbstverwaltungswahlen 2014 kandidierte er als parteiloser Kandidat mit Unterstützung der PiS erfolglos für das Amt des Stadtpräsidenten von Wodzisław Śląski. Er wurde jedoch für die PiS in den Sejmik der Woiwodschaft Schlesien gewählt. Anschließend wurde er wieder Mitglied der PiS. 2015 wurde er in den Senat der Republik Polen gewählt. Im Juli 2019 wurde er zum Staatssekretär im Energieministerium ernannt. Bei der Parlamentswahl 2019 kehrte er in den Sejm zurück. Im November 2019 wechselte er als Staatssekretär in das Ministerium für Staatsvermögen. Im März 2020 wurde er als Staatssekretär entlassen. Für die Parlamentswahl 2023 wurde er nicht mehr aufgestellt.